# Yda Hillis Addis
Yda Hillis Addis, née le 3 octobre 1857, et disparue en 1902, est une écrivaine américaine. C’est la première à traduire l'histoire et les histoires orales des anciens mexicains en anglais. Les légendes mexicaines qu'elle a adaptées en anglais pour The Argonaut (en) de 1885 à 1889 sont maintenant publiées dans la collection intitulée Wicked Legends by Yda H. Addis. Les plus connues de ses plus de 100 histoires sont Roman's Romance et Roger's Luck. 

## Biographie
Yda Hillis Addis est née en 1857 à Lawrence dans le Kansas, et a déménagé avec sa famille à Chihuahua, au Mexique, au début de la guerre civile américaine. Fille d'un photographe itinérant, Alfred Shea Addis, elle a parcouru la frontière occidentale et la nature mexicaine, dans des villages indiens, des camps de mineurs et d'autres endroits exotiques, principalement en Californie et au Mexique, pour aider son père. Quand elle avait 15 ans, elle et sa famille ont déménagé à Los Angeles où elle est diplômée de la première classe de Los Angeles High School (en), une promotion de sept étudiants. Elle a également commencé à enseigner à des enfants de 7 ans.

## Carrière d'écrivaine de fiction
Addis a écrit de nombreuses nouvelles, tirées de sources orales mexicaines, ainsi que des fictions originales. Ses écrits comprenaient des contes de fantômes, des visites de l'invisible, des triangles d'amour tragiques et des histoires qui présageaient le féminisme américain. En 1880, elle a soumis ses histoires d'héroïnes, telles que Poetic Justice et Señorita Santos, à The Argonaut, un journal bimensuel de San Francisco, fondé par Frank M. Pixley. Bientôt, son travail apparaît dans d'autres publications telles que The Californian, The Overland Monthly, Harper's Monthly, San Francisco Chronicle, Examiner, Los Angeles Herald, St.Louis Dispatch, Chicago Times, Philadelphia Press, McClure Syndicate et de nombreux journaux et périodiques mexicains. 

## Écriture de voyage
Lorsque les rédacteurs en chef des divers journaux et tabloïds, auxquels elle était liée, ont découvert qu'elle partait souvent du pays, ils ont profité de l'occasion pour l'embaucher à écrire sur ce qu'elle avait découvert ou vécu. La plupart des lecteurs du 19e siècle ne connaissaient pas ses dépêches de voyage; sa littérature et ses articles de voyage n'ont fait surface que récemment. Le texte de ses aventures pourrait offenser certains lecteurs actuels en raison de son vocabulaire du 19e siècle; par exemple, son article intitulé "Queer Mexicans" pourrait interroger. Mais si l'on considère l'évolution de la signification du mot queer vers étrange ou particulier de la connotation du 20e siècle, certains de ses mots sont un voyage à eux seuls. Cependant, le titre de Yda Addis au XIXe siècle ne faisait pas référence aux humains.

## Vie privée
Pixley l'a présentée à son bon ami et ancien gouverneur de Californie John G. Downey, à la fin de la soixantaine. Quand les sœurs de Downey ont découvert que lui et Addis était fiancé, elles l'ont shanghaïé en Irlande laissant Addis intenter des poursuites pour violation de la promesse de fiançaille. Avant la date du procès, Addis a quitté San Francisco pour Mexico pour écrire pour le journal bilingue Two Republics, propriété de J. Magtella Clark. Lorsque le rédacteur en chef, Theodore Gesterfeld, a été distrait par l'esprit et le charme d'Addis, la femme du rédacteur en chef, Ursula, a intenté une action en divorce et nommé Addis co-accusé. Dans le témoignage de Gesterfeld, il a admis avoir commis l'adultère, mais pas avec Addis. 
Avec cette publicité défavorable, Addis a quitté le Mexique pour Santa Barbara, en Californie, et a commencé à collecter des documents sur les citoyens éminents de la région pour un livre de biographies qui sera publié par Lewis Publishing Company. Au cours de l'une de ses interviews, elle a rencontré et épousé peu de temps après Charles A. Storke, avocat local et propriétaire de Santa Barbara News-Press. L'histoire d'Addis de Santa Barbara, son seul livre, a été publiée en 1891. Addis a déclaré qu'elle avait été maltraitée par son mari et son fils adolescent Tommy. Elle a accusé Storke de certains comportements intimes particuliers et de violence envers elle. Storke a riposté avec une plainte de divorce au motif qu'Addis était folle. 
Pendant le divorce, Addis a découvert que son avocat, Grant Jackson, esq., était complice avec Storke. Elle a tiré sur Jackson, qui a survécu, mais elle a passé huit mois en prison. Quand elle a été libérée, le divorce n'était pas définitif et Addis a demandé une pension alimentaire. À ce moment, Clara Shortridge Foltz intervient brièvement pour défendre Addis. Storke a refusé de payer les 500 $ par mois qu'Addis avait demandés et a plutôt envoyé Addis dans un asile d'aliénés[Où ?][Quand ?]. Addis s'est plus tard échappé de l'asile et a disparu en 1902.